# 청산, 유수
"청산, 유수"는 2021년에 개봉된 대한민국의 영화이다.

## 캐스팅
- 이설
- 김진엽